# Tot Voordeel en Genoegen
Tot Voordeel en Genoegen est un moulin à vent situé dans la localité d'Alphen, à West Maas en Waal, dans la province de Gueldre aux Pays-Bas.